# Raechelle Banno
Raechelle Banno es una actriz australiana conocida por haber interpretado a Olivia Fraser en la serie Home and Away.

En 2024, participó en la película biográfica Better man, como la cantante Nicole Appleton. 

## Biografía
Es hija de Joanne Banno, tiene una hermana mayor Stephanie Banno y una hermana gemela, Karina Banno.

## Carrera
En 2013 apareció como invitada en la serie alemana In Your Dreams donde interpretó a Courtney durante el episodio "Verliebter Jack".
El 29 de octubre de 2015 se unió al elenco principal de la popular y exitosa serie australiana Home and Away donde dio vida a Olivia Fraser, la hija de Chloe Richards y Lachlan Fraser, hasta el 13 de agosto de 2018 después de que su personaje decidiera mudarse a Melbourne luego de recibir una oferta para trabajar en una compañía de diseños de bodas.

## Filmografía

### Series de televisión
| Año         | Título         | Personaje     | Notas                      |
| ----------- | -------------- | ------------- | -------------------------- |
| 2015 - 2018 | Home and Away  | Olivia Fraser | 261 episodios              |
| 2013        | In Your Dreams | Courtney      | episodio "Verliebter Jack" |
| -           | Comedy Inc.    | Joven         | -                          |
| -           | Karralak       | Krissy        | -                          |

### Películas
| Año  | Título                     | Personaje       | Notas                                                           |
| ---- | -------------------------- | --------------- | --------------------------------------------------------------- |
| 2025 | Better Man                 | Nicole Appleton | -                                                               |
| 2013 | Circle of Lies             | -               | -                                                               |
| 2013 | Exposure                   | Edie (de joven) | corto - junto a Helene Horton, Sheila O'Loughlan y Kassia Vines |
| -    | Broken Silence             | Joven           | corto                                                           |
| -    | Just Tell Her How You Feel | Amiga           | corto                                                           |
| -    | Drive                      | Joven           | corto                                                           |

### Videos musicales
| Año | Título         | Notas |
| --- | -------------- | ----- |
| -   | Play With Fire | -     |

### Productora y escritora
| Año  | Título   | Notas                          |
| ---- | -------- | ------------------------------ |
| 2013 | Exposure | corto - productora y escritora |